# Rowena Meredith
Rowena Meredith, född 27 april 1995, är en australisk roddare.
Meredith tog brons tillsammans med Ria Thompson, Harriet Hudson och Caitlin Cronin i scullerfyra vid olympiska sommarspelen 2020 i Tokyo.